# ディック・キューザック
ディック・キューザック（Dick Cusack、1925年8月29日 - 2003年6月2日）は、アメリカ合衆国の俳優。

## 出演作品
- ハイ・フィデリティ
- ジャック・ブル
- チェーン・リアクション（上院議員）
- あなたが寝てる間に…
- クレイジー・ピープル
- エイトメン・アウト
- 週末はマフィアと!
- 恋のスクランブル
- マイ・ボディガード（ロス）